# Grant Park (Chicago)
Grant Park is een groot stadspark tussen het zakencentrum en het Michiganmeer in de Amerikaanse stad Chicago.
Het wordt in het noorden begrensd door Randolph Street, in het westen door Michigan Avenue en in het oosten door het Michiganmeer / Lake Shore Drive. In het zuiden wordt Grant Park begrensd door Roosevelt Road en McFetridge Drive, waarna het parkgebied over gaat in Burnham Park.

## Geschiedenis
De gronden tussen Michigan Avenue en het meer werden op 29 april 1844 door het stadsbestuur officieel bestemd als park en werd in 1847 toepasselijk Lake Park genoemd. Het gebied stond vervolgens onder grote druk door kusterosie, waarna de Illinois Central Railroad bereid werd gevonden een golfbreker te bouwen in ruil voor goedkeuring voor de aanleg van een buitengaatse spoorlijn op een trestlebrug evenwijdig aan de kust. Na de Grote Brand van 1871 werd het gedeelte tussen de brug en de kust gebruikt als puinstort, waardoor het potentiële parkgebied groeide.
In 1896 werd de kuststrook verder uitgebreid met nieuwe aanplempingen in het meer.
Het Lake Park werd in 1901 vervolgens hernoemd tot Grant Park naar de generaal en president Ulysses S. Grant, die tevens inwoner van de staat Illinois was.
Hoewel was vastgesteld dat er geen bebouwing in het gebied mocht komen, werden er toch enkele (publieke) gebouwen opgericht. Zo stond er in de jaren zeventig en tachtig van de negentiende eeuw een honkbalstadion van een voorloper van de Chicago Cubs in de noordwestelijke hoek van het park.
Een grote tegenstander van de bebouwing was de invloedrijke zakenman Aaron Montgomery Ward, die het gebied onbebouwd wilde laten zoals ooit was bepaald. De bouw van het Art Institute of Chicago uit 1892 was de enige concessie die hij deed.
Ook het plan van architect Daniel Burnham in 1909 voor een cultureel centrum met een bibliotheek en twee musea in het park, waaronder het nieuwe Field Museum of Natural History, als onderdeel van zijn bekende Plan voor Chicago, werd door Ward succesvol tegengehouden. In 1911 oordeelde het Hooggerechtshof van de staat Illinois uiteindelijk in Wards voordeel, waarna officieel geen bebouwing meer in het gebied mocht komen.
Het Field Museum kreeg in 1921 toch de gewenste nieuwbouw, zij het op nieuw gewonnen land ten zuiden van Grant Park. Ook het Adler Planetarium en het Shedd Aquarium werden hier gevestigd. Na een herstructurering tot parkgebied werd het dit in 1998 als Museum Campus Chicago heropend en onderdeel gemaakt van Grant Park.
Een voormalig spoorwegterrein in de noordwesthoek van het park werd tussen 1998 en 2004 omgevormd tot Millennium Park, met bijzondere architectuur zoals de BP Bridge.

## Evenementen
In Grant Park hebben vele grote en kleine publieke evenementen en manifestaties plaatsgevonden zoals het bezoek van Paus Johannes Paulus II in 1979 en kampioenschapsvieringen van de Chicago Bulls. Het biedt ook jaarlijks ruimte aan verscheidene culturele festivals. Sinds 2005 is het de vaste locatie van het voorheen rondreizend festival Lollapalooza. Ook start en eindigt de Chicago Marathon hier jaarlijks. Op 4 november 2008 hield Barack Obama er zijn overwinningstoespraak.